# Frattura di Goyrand-Smith
La frattura di Goyrand-Smith è una frattura del radio distale, anche detta frattura di Colles inversa in quanto la dislocazione del frammento epifisario, nel piano sagittale, avviene in senso inverso. È invece identica la sede e il decorso della rima di frattura.

## Epidemiologia
È molto più rara della frattura di Colles.

## Eziologia
Si verifica per la caduta sulla mano atteggiata in flessione.

## Clinica
La deformità viene definita a "ventre di forchetta" poiché il frammento distale si sposta verso il palmo della mano.

## Trattamento
Il trattamento è analogo a quello della frattura di Colles, con l'unica differenza che le manovre correttive sul frammento distale vanno dirette in senso inverso cioè in senso estensorio.